# Jürgen Lange (Fußballspieler)
Jürgen Lange (* 8. Januar 1967) ist ein ehemaliger deutscher Fußballprofi.

## Laufbahn
Lange spielte in seiner Jugend beim TSB Flensburg, zusammen mit Bodo Schmidt. Dort konnte er, unter anderem, Landesmeister von Schleswig-Holstein werden und an der Deutschen A-Jugendmeisterschaft teilnehmen.
Seine Profikarriere begann 1988, als ihn Borussia Mönchengladbach unter Vertrag nahm.
1990 ging Lange für ein Jahr nach Belgien zu VV St. Truiden, kehrte aber gleich wieder nach Deutschland zurück und spielte drei Jahre lang für den 1. FC Saarbrücken.
Seine letzte Spielzeit im bezahlten Fußball war 1994/95 für den FC 08 Homburg.
Lange bestritt 49 Erstliga- und 57 Zweitligaspiele.

## Erfolge
- 1992 Aufstieg mit dem 1. FC Saarbrücken in die 1. Bundesliga